# Ceforanide
Ceforanide là một loại kháng sinh cephalosporin thuộc thế hệ thứ hai.